# Leptura yulongshana
Leptura yulongshana là một loài bọ cánh cứng trong họ Cerambycidae.